# East Pennard
East Pennard – wieś w Anglii, w hrabstwie Somerset, w dystrykcie (unitary authority) Somerset. Leży 36 km na południe od miasta Bristol i 178 km na zachód od Londynu. W 2001 miejscowość liczyła 343 mieszkańców.